# Ештон-Санди Спринг (Мериленд)
Ештон-Санди Спринг (енгл. Ashton-Sandy Spring) насељено је место без административног статуса у америчкој савезној држави Мериленд.

## Демографија
По попису из 2010. године број становника је 5.628, што је 2.191 (63,7%) становника више него 2000. године.
| Група             | 2000.         | 2010.         |
| Белци             | 2.727 (79,3%) | 3.814 (67,8%) |
| Афроамериканци    | 422 (12,3%)   | 799 (14,2%)   |
| Азијати           | 118 (3,4%)    | 469 (8,3%)    |
| Хиспаноамериканци | 121 (3,5%)    | 373 (6,6%)    |
| Укупно            | 3.437         | 5.628         |